# Мамієв Мойсей Ілліч
Мойсей Ілліч Мамієв (1907, місто Владикавказ, тепер Північна Осетія, Російська Федерація — 1971, Північно-Осетинська АРСР, тепер Північна Осетія, Російська Федерація) — радянський діяч органів держбезпеки, міністр внутрішніх справ Північно-Осетинської АРСР, полковник. Депутат Верховної ради СРСР 3-го скликання.

## Біографія
Народився в родині бідного селянина.
У травні 1926 — грудні 1927 року — чорнороб заводу «Севказцинк» у місті Владикавказі. У грудні 1927 — січні 1930 року — булочник артілі «Харчопром» у місті Грозному. У січні 1930 — січні 1931 року — заступник голови правління артілі «Харчопром» у Грозному.
Член ВКП(б) з вересня 1930 року.
У січні — липні 1931 року — голова правління артілі фотографів у Грозному. З липня 1931 до березня 1932 року — на курсах радпросвіту в місті Ростові-на-Дону. У березні — вересні 1932 року — старший інструктор Північно-Осетинського промислової спілки у Владикавказі. У вересні 1932 — грудні 1933 року — агент з постачання хутряної фабрики «Мосхутропрому» в Москві.
У грудні 1933 — травні 1939 року — студент Московського юридичного інституту.
У травні — вересні 1939 року — слідчий слідчої частини НКВС СРСР у Москві. У вересні 1939 — травні 1940 року — слідчий слідчої частини Головного економічного управління НКВС СРСР. У травні 1940 — лютому 1941 року — старший слідчий слідчої частини Головного економічного управління НКВС СРСР.
26 лютого — 31 липня 1941 року — народний комісар внутрішніх справ Північно-Осетинської АРСР.
6 серпня 1941 — 11 червня 1943 року — заступник народного комісара внутрішніх справ Північно-Осетинської АРСР.
11 червня 1943 — 18 лютого 1948 року — заступник народного комісара (міністра) державної безпеки Північно-Осетинської АРСР.
18 лютого 1948 — 3 грудня 1953 року — міністр внутрішніх справ Північно-Осетинської АРСР.
15 квітня 1954 року звільнений з органів внутрішніх справ «через хворобу», пенсіонер.
Помер у 1971 році.

## Звання
- лейтенант державної безпеки
- капітан державної безпеки (1.03.1941)
- підполковник державної безпеки (11.02.1943)
- полковник державної безпеки (28.01.1944)

## Нагороди
- орден Червоного Прапора (8.03.1944)
- орден Трудового Червоного Прапора (6.07.1949)
- орден Червоної Зірки (20.09.1943)
- шість медалей
- знак Заслужений працівник НКВС (4.02.1942)